# Радецкий, Николай Антонович
Николай Антонович Радецкий — советский военный, государственный и политический деятель, генерал-лейтенант.

## Биография
Родился в 1903 году в Череповце. Член КПСС с 1921 года.
С 1919 года — на военной службе, общественной и политической работе. В 1919—1960 гг. — участник Гражданской войны, кадровый военный, на политической работе в танковых подразделениях РККА, преподаватель военной партийной школы, участник советско-финской войны, член Военного Совета 4-й танковой армии, член Военного совета 65-й армии, на политической работе в Советской Армии, главный редактор журнала «Военная мысль».
Делегат XIX съезда КПСС.
Умер 12 мая 1980 года.

## Награды
- Орден Ленина — Указом Президиума Верховного Совета СССР «О награждении орденами генералов, офицерского, сержантского и рядового состава Красной Армии» от 15 января 1944 года «за образцовое выполнение боевых заданий командования на фронте борьбы с немецкими захватчиками и проявленные при этом доблесть и мужество»[1]